# NXT TakeOver: WarGames (2017)
NXT TakeOver: WarGames (2017) (originalmente NXT TakeOver: Houston) foi um evento de luta livre profissional produzido pela WWE e transmitido pelo WWE Network para o seu território de desenvolvimento, o WWE NXT. Ocorreu em 18 de novembro de 2017, no Toyota Center em Houston, Texas. Este foi o décimo sétimo evento do NXT TakeOver e o quinto a acontecer em 2017. O nome do evento é derivado da luta homônima que acontecia originalmente na National Wrestling Alliance e, depois, na World Championship Wrestling.

## Antes do evento
NXT TakeOver: WarGames teve combates de luta livre profissional de diferentes lutadores com rivalidades e histórias pré-determinadas, que se desenvolveram no WWE NXT, programa do território de desenvolvimento da WWE que é transmitido pelo WWE Network. Os lutadores interpretaram um vilão ou um mocinho seguindo uma série de eventos para gerar tensão, culminando em várias lutas. NXT TakeOver é uma série de eventos de luta livre profissional que começou em 29 de maio de 2014, com o território de desenvolvimento da WWE NXT tendo seu segundo evento transmitido ao vivo pelo WWE Network chamado de NXT TakeOver. Nos meses seguintes, o nome "TakeOver" se tornou o nome usado pelo NXT e WWE para todos os especiais ao vivo do NXT. NXT TakeOver: WarGames foi o décimo sétimo sob o banner de NXT TakeOver, e o quinto a acontecer em 2017. Originalmente promovido como NXT TakeOver: Houston, foi mudado para WarGames depois de um anúncio feito por Triple H em 4 de outubro de 2017. O nome do evento é derivado do antigo tipo de luta que foi originalmente usado na National Wrestling Alliance e, depois, anualmente usado na World Championship Wrestling. NXT TakeOver: WarGames teve a luta homônima, sendo esta a primeira vez em vinte anos que a luta ocorreu.

## Resultados
| Nº                                          | Resultados | Estipulações                                              | Tempo |
| ------------------------------------------- | --- | --------------------------------------------------------- | ----- |
| Dark                                        | Ruby Riot derrotou Sonya Deville | Luta individual                                           | N/A   |
| Dark                                        | Pete Dunne (c) derrotou Johnny Gargano | Luta individual pelo pelo WWE United Kingdom Championship | N/A   |
| 1                                           | Lars Sullivan derrotou Kassius Ohno | Luta individual                                           | 5:11  |
| 2                                           | Aleister Black derrotou The Velveteen Dream | Luta individual                                           | 14:37 |
| 3                                           | Ember Moon derrotou Kairi Sane, Nikki Cross e Peyton Royce (com Billie Kay) | Luta fatal 4-way pelo vago NXT Women's Championship       | 9:52  |
| 4                                           | Andrade "Cien" Almas (com Zelina Vega) derrotou Drew McIntyre (c) | Luta individual pelo NXT Championship                     | 14:52 |
| 5                                           | The Undisputed Era (Adam Cole, Bobby Fish e Kyle O'Reilly) derrotou The Authors of Pain (Akam e Rezar) e Roderick Strong e Sanity (Alexander Wolfe, Eric Young e Killian Dain) | Luta WarGames                                             | 36:37 |
| (c) – Refere-se aos campeões antes da luta. | |                                                           |       |